# Kaloula picta
Kaloula picta é uma espécie de anfíbio da família Microhylidae.
É endémica das Filipinas.
Os seus habitats naturais são: florestas subtropicais ou tropicais húmidas de baixa altitude, matagal húmido tropical ou subtropical, campos de gramíneas de baixa altitude subtropicais ou tropicais sazonalmente húmidos ou inundados, rios, rios intermitentes, lagos de água doce, lagos intermitentes de água doce, marismas de água doce, marismas intermitentes de água doce, terras aráveis, pastagens, plantações, jardins rurais, áreas urbanas, áreas de armazenamento de água, lagoas, lagoas para aquicultura, terras irrigadas e áreas agrícolas temporariamente alagadas.